# Norraca decurrens
Norraca decurrens är en fjärilsart som beskrevs av Moore 1879. Norraca decurrens ingår i släktet Norraca och familjen tandspinnare. Inga underarter finns listade i Catalogue of Life.